# Shapeshifter (Gong)
Shapeshifter  è il settimo album dei Gong, pubblicato per la prima volta in Francia dalla Celluloid Records nel 1992. È il primo lavoro dei Gong registrato in studio con la partecipazione del fondatore Daevid Allen dai tempi di You, il terzo disco della "Trilogia di Radio Gnome Invisible", del 1974.
Negli album che erano seguiti a You, il leader del gruppo era diventato il batterista Pierre Moerlen e con diverse formazioni i Gong avevano inciso ancora tre album, l'ultimo dei quali è stato Express II del 1978. Il profondo cambio di sonorità di questi album rispetto ai precedenti e conflitti interni alla band portarono Moerlen a staccarsi dal poco che rimaneva dei Gong originali e rifondare nel 1979 una propria band dal nome Pierre Moerlen's Gong.

## Il disco
Con Shapeshifter il gruppo ritorna alle sonorità che gli erano proprie nei primi anni settanta, i testi sono intrisi del dadaismo e della psichedelia che hanno caratterizzato i lavori di Allen, mentre la musica è rivitalizzata dal tipico glissando di Daevid alla chitarra e dalla sua inconfondibile voce densa di ironia, nonché dal contributo di altri due dei membri storici dei Gong: l'energico Pip Pyle alla batteria e Didier Malherbe con i suoi sorprendenti fiati.
Oltre ai brani eseguiti nello stile classico del gruppo, vi sono tracce acustiche simili a quelle dei lavori di Allen nel periodo immediatamente seguente alla sua uscita dalla band nel 1975. Altri brani si rifanno alla techno-dance music, pur mantenendo un'impronta di originalità. La traccia Heaven's Gate abbraccia diversi stili e ritmi, in particolare il funky e il jazz. Strumentali e dal vivo sono i brani Can You: You Can e Goddess Invocation Om Riff, un misto di space rock e fusion la prima e un jazz psichedelico la seconda, che è la bonus track nell'edizione del 1997. Il titolo Shapeshifter (in italiano: mutaforma) si adatta al mix di stili esibiti nelle diverse tracce, che attesta la vitalità della band.
Il disco riprende i temi della mitologia Gong, abbandonati nel periodo in cui Moerlen era a capo del gruppo, tanto da essere considerato il quarto capitolo di "Radio Gnome Invisible". L'eroe della saga ideata da Allen, Zero the Hero, incontra in quest'album uno sciamano di città che lo conduce a un nuovo livello di consapevolezza, a patto che trascorra nove mesi su un aeroplano, viaggiando ovunque voglia senza spendere denaro e mangiando soltanto il cibo fornitogli dalla compagnia aerea. Zero alla fine muore in Australia, in circostanze misteriose. Allen ha scritto e illustrato un libretto con dettagli sull'album originale, in particolare sulla storia di Zero, descrivendo il collegamento esistente tra Shapeshifter e gli album della trilogia.

### Bonus track
Nella bonus track Goddess Invocation Om Riff, inserita nell'edizione del 1997 intitolata Shapeshifter + e pubblicata dalla Lightyear, compare Gilli Smyth, ex compagna di Allen e cofondatrice dei Gong. Nel brano si esibisce nei caratteristici space whispers, i "sussurri spaziali" che l'han resa famosa. Un altro ritorno in questa traccia è quello del bassista Mike Howlett, già presente in due dei tre dischi della "Trilogia di Radio Gnome Invisible".
Nella stessa edizione, la prima pubblicata negli Stati Uniti, mancano invece i due brani Là Bas Là Bas e I Gotta Donkey, presenti nell'edizione originale.

## Tracce
1. Gnomerique (Allen) − 0:07
2. Shapeshifter (Allen, Malherbe) − 4:53
3. Hymnalayas (Allen, Bailey) − 7:38
4. Dog-o-matic (Maitra) − 3:00
5. Spirit With Me (Allen, Ehrlich) − 2:27
6. Mr Albert Parkin (Clark) − 0:17
7. Raindrop Tablas (Maitra) − 0:21
8. Give My Mother a Soul Call (Yogananda) − 4:30
9. Heaven's Gate (Allen, Bailey) − 4:49
10. Snake Tablas (Maitra) − 0:34
11. Loli (Allen, Clark) − 5:09
12. Là Bas Là Bas (Couture, Allen) − 4:06
13. I Gotta Donkey (Allen) − 2:12
14. Can: You Can (Malherbe) − 9:09
15. Confiture de Rhubarbier (Pyle) − 1:18
16. Parkin Triumphant (Clark) − 0:06
17. Longhaired Tablas (Maitra) − 0:14
18. Éléphant la Tête (Malherbe, Maitra) - 4:41
19. Mother's Gone (Allen) − 1:12
20. Éléphant la Cuisse (Malherbe, Clark) − 3:26
21. White Doves (Viraj, Sunsinger) − 5:24
22. Gnomoutro (Allen) − 0:27

### Bonus track
- Goddess Invocation Om Riff (Allen, Blake, Hillage, Howlett, Smyth) − 12:58

## Formazione
- Daevid Allen: chitarra acustica, solista e glissando, voce
- Graham Clark: violino, voce
- Shyamal Maitra: tablas, ghatam, djembe, darbuka, percussioni techno, programmatore. Batteria nel brano 13
- Keith Bailey: basso, voce nei brani 2 e 9
- Didier Malherbe: sassofono basso, tenore, alto e soprano. WX7, cani, tastiere, flauti
- Pip Pyle: batterie, dieci bottiglie verdi e urli

### Ospiti
- Charlelie Couture: voce nel brano 12
- Tom the Poet: voce nel brano 13
- Loy Ehrlich: tastiere nel brano 8, kora nel brano 5
- Mark Robson: tastiere e voce nel brano 22

### Ospiti nelbonus track
- Mike Howlett: basso
- Peter Kimberley: voce
- Steffi Sharpstrings: chitarra
- Gilli Smyth: space whispers, voce, fischi
- Twink: sintetizzatore